# Plemena prasat
Plemena prasat můžeme stejně jako ostatní plemena hospodářských zvířat dělit podle řady hledisek. Jednak podle původu, geografického rozšíření, stupně prošlechtění, užitkovosti a teritoriálního rozšíření.
Hlavní článek: Plemena zvířat

## Podle původu
Prasata patří do plemen polyfyletických, tzn. že na jeho vzniku se v rámci fylogeneze podílelo více zvířat.

## Podle stupně prošlechtění
- primitivní
  - prase kadeřavé (Mangalica)
- přechodná (zušlechtěná)
  - přeštické černostrakaté prase
- kulturní (ušlechtilá)
  - anglické bílé ušlechtilé
  - Cornwallské prase
  - Duroc
  - Hampshire
  - Landrase
  - Pietrainské prase

## Podle užitkovosti
Podle užitkovosti dělíme plemena prasat na:
- specializovaná
  - „masná“
    - Duroc
    - Hampshire
    - Landrase
    - Pietrainské prase

  - „sádelná“
    - Cornwallské prase
    - Mangalica
- s kombinovanou užitkovostí
  - maso-sádelná – převažuje sádelná užitkovost
  - sádelno-masná – převažuje masná užitkovost

## Podle geografického a teritoriálního rozšíření
Podle místa, země či regionu, kde bylo dané plemeno vyšlechtěno.
- Africká plemena prasat
  - Ashanti (Ašantské zakrslé prase)
- Anglická plemena prasat
  - Berkshire
  - Large Black (Cornwall)
  - Large White
  - Middle White
  - Wessex Saddleback
  - Chester White
  - Gloucestershire Old Spots
  - Oxford Sandy and Black
  - British Lop
  - Welsh
- Asijská plemena prasat
  - Kantonské prase
  - Meišanské prase
  - Mongolské prase
  - Muong-khuong
  - Přikuklené prase
  - Siamské prase
  - Vietnamské svislobřiché prase
- Česká plemena prasat
  - česká landrase
  - české bílé ušlechtilé prase
  - české výrazně masné prase
  - přeštické černostrakaté prase
- Dánská plemena prasat
  - Dánská landrase
  - Dánské ostrovní prase
  - Jutské prase
- Francouzská plemena prasat
  - Baskické prase
  - Gaskoňské prase
  - Pietrainské prase
- Irská plemena prasat
  - Keltská prasata
  - Tamworthské prase
- Jihoamerická plemena prasat
  - Cuino (Mexické zakrslé prase)
  - Pelón (Tropické černé prase)
- Maďarská plemena prasat
  - Bakoňské prase (Bagoun)
  - Mangalica
- Německá plemena prasat
  - Anglerské prase
  - Göttingenské zakrslé prase
  - Hannoversko-brunšvické prase
  - Maršové prase
  - Mnichovské miniaturní prase
  - Německá landrase
- Portugalština plemena prasst
  - Černé iberské prase
  - Bisaro
- Severoamerická plemena prasat
  - Hampshire
  - Herefordský prase
  - Duroc